# Sątop
Sątop (deutsch Sontopp, 1938 bis 1945 Santop) ist ein kleiner Ort in der polnischen Woiwodschaft Ermland-Masuren und gehört zur Gmina Kozłowo (Landgemeinde Groß Koslau, 1938 bis 1945 Großkosel) im Powiat Nidzicki (Kreis Neidenburg).

## Geographische Lage
Sątop liegt im Südwesten der Woiwodschaft Ermland-Masuren, acht Kilometer südwestlich der Kreisstadt Nidzica (deutsch Neidenburg).

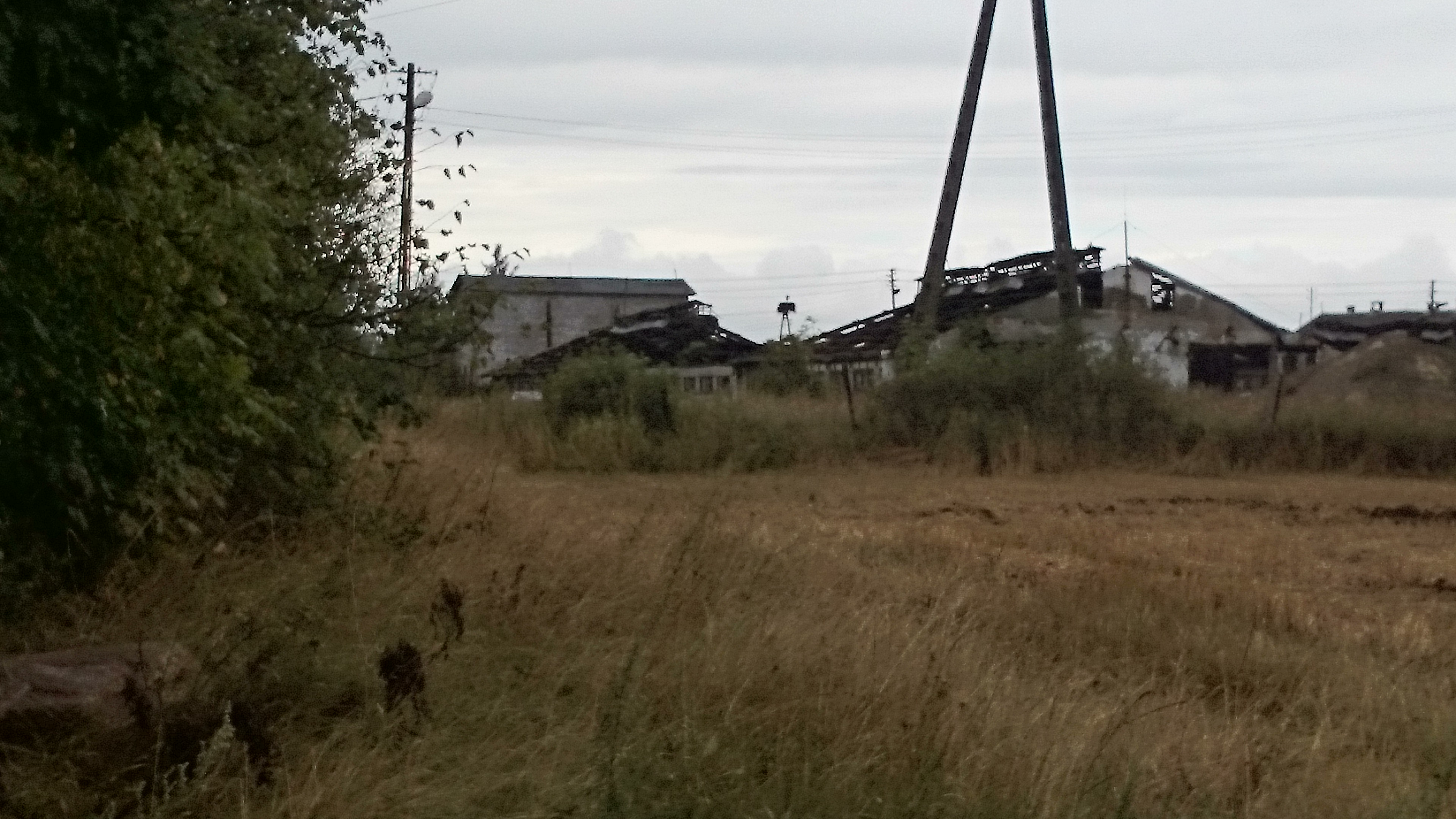
Verfallenes landwirtschaftliches Anwesen in Sątop

## Geschichte
Im Jahre 1437 wurde Sontop – nach 1785 Sontopp – erstmals erwähnt. Es bestand vor 1945 aus einem großen und ein paar kleinen Höfen. 1874 wurde das kleine Dorf Teil des Amtsbezirks Groß Schläfken (polnisch Sława Wielka) im ostpreußischen Kreis Neidenburg. 103 Einwohner zählte die Landgemeinde Sontopp im Jahre 1910, 1933 waren es noch 54.
Am 3. Juni – amtlich bestätigt am 16. Juli – 1938 wurde Sontopp aus politisch-ideologischen Gründen der Abwehr fremdländisch klingender Ortsnamen in „Santop“ umbenannt. Die Einwohnerzahl belief sich 1939 auf 81.
1945 wurde das Dorf in Kriegsfolge mit dem gesamten südlichen Ostpreußen an Polen überstellt. Es erhielt die polnische Namensform „Sątop“. Die kleine Siedlung (polnisch Osada) ist heute Sitz eines Schulzenamts und als solches eine Ortschaft im Verbund der Gmina Kozłowo im Powiat Nidzicki, bis 1998 der Woiwodschaft Olsztyn, seither der Woiwodschaft Ermland-Masuren zugehörig.

## Kirche
Bis 1945 war Sontopp/Santop in die evangelische Kirche Klein Koslau (1938 bis 1945 Kleinkosel (Ostpr.), polnisch Kozłówko) in der Kirchenprovinz Ostpreußen der Kirche der Altpreußischen Union, außerdem in die römisch-katholische Kirche Neidenburg im damaligen Bistum Ermland eingepfarrt.
Heute gehört Sątop evangelischerseits zur Heilig-Kreuz-Kirche Nidzica in der Diözese Masuren der Evangelisch-Augsburgischen Kirche in Polen, katholischerseits zur Pfarrei Kozłowo im jetzigen Erzbistum Ermland.

## Verkehr
Sątop liegt verkehrsgünstig an der Woiwodschaftsstraße 545, die die Regionen Szczytno (Ortelsburg), Nidzica (Neidenburg) und Działdowo (Soldau) miteinander verbindet. Kleine Nebenstraßen aus der Nachbarregion enden innerorts.
Die nächste Bahnstation ist Kozłowo an der Bahnstrecke Działdowo–Olsztyn (deutsch Soldau–Allenstein).